# Karl Rudolf Sohn

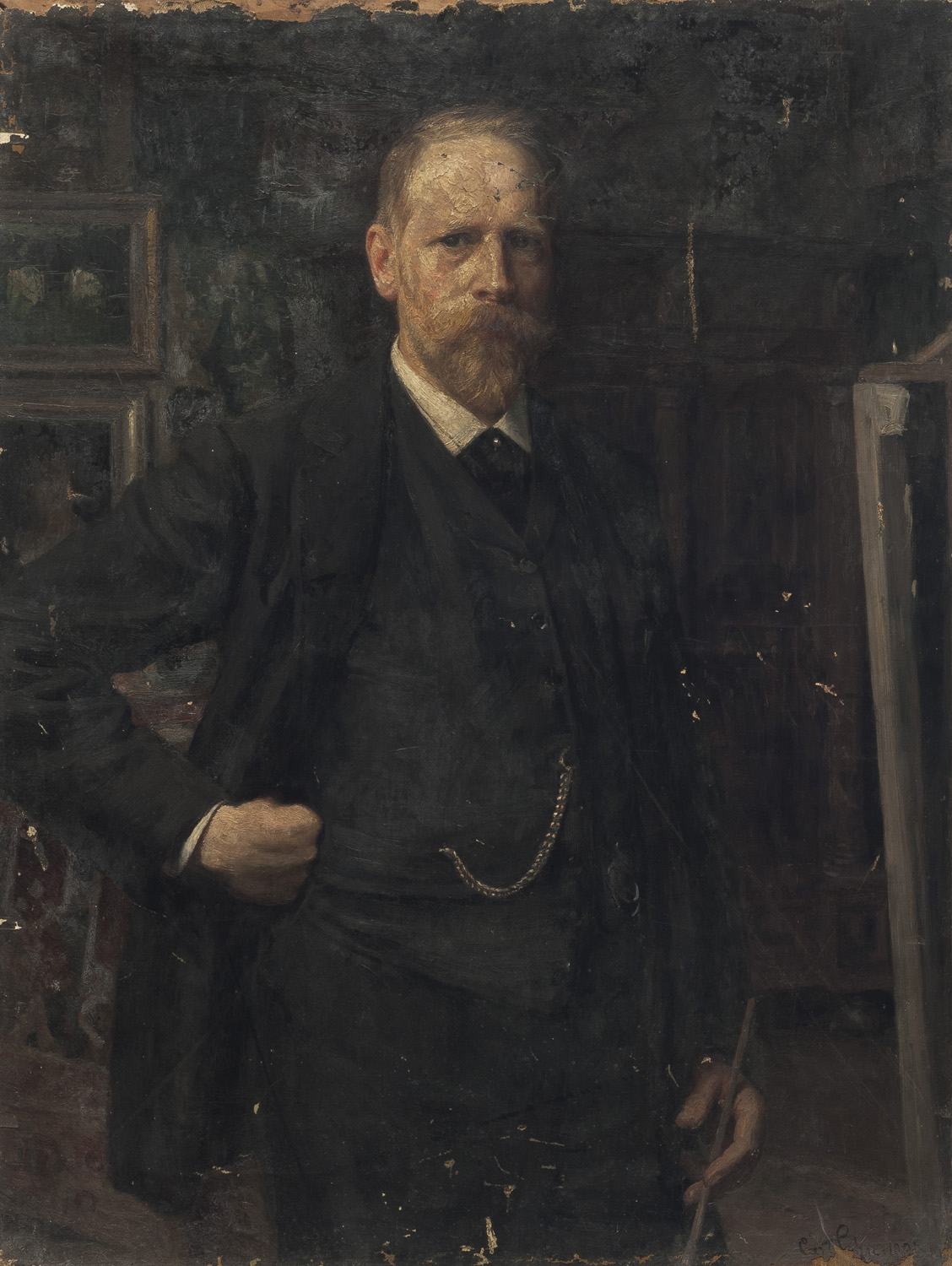
Karl Rudolf Sohn Selbstporträt in seinem Atelier (1894)

Karl Rudolf Sohn, auch Carl Friedrich Rudolph Sohn oder Carl Sohn der Jüngere (* 21. Juli 1845 in Düsseldorf; † 29. August 1908 ebenda), war ein deutscher Maler.

## Leben
Karl Rudolf Sohn war der Sohn des Landschaftsmalers Karl Ferdinand Sohn und der Emilie Auguste (1805–1884), eine geborene von Mülmann, Tochter des Oberforstmeisters Friedrich Karl Ludwig von Mülmann (1775–1857) aus dessen Ehe mit Johanne Sophie Luise Hartig (1779–1815), einer Schwester des Forstwissenschaftlers Georg Ludwig Hartig. Der preußische Statistiker Otto von Mülmann war mütterlicherseits sein Onkel. Eine Schwester seiner Mutter war Sophie Pauline von Mülmann (1811–1863), die mit dem Maler Rudolf Jordan verheiratet war.
Nach seiner Schulzeit, zuletzt am Königlichen Gymnasium an der Alleestraße in Düsseldorf, wurde Sohn zum Militärdienst eingezogen, aber wegen körperlicher Schwächen zurückgestellt und begann so 1863 ein Studium der Ingenieurwissenschaften am Polytechnikum in Karlsruhe. Dort trat er 1864 der Burschenschaft Teutonia bei. 1866 schloss er das Studium in Karlsruhe erfolgreich ab, übte aber diesen Beruf nie aus und ging zurück nach Düsseldorf. Als 1870 der Deutsch-Französische Krieg ausbrach, meldete er sich freiwillig beim 2. Westfälischen Husaren-Regiment Nr. 11 in Düsseldorf, wurde aber auch hier bis auf weiteres zurückgestellt.
Kurz vor dem Tod seines Vaters erlangte er die Zustimmung zur Wahl des Künstlerberufs. Nachdem er seine Ausbildung noch unter der Leitung des Vaters begonnen hatte, trat er in die Düsseldorfer Akademie ein. Dort war er von 1867 bis 1870 Student bei Carl Müller in Historienmalerei und bei Julius Roeting in der technischen Malklasse für figürliches Malen. Bestimmend für seine Entwicklung zum Porträtmaler war jedoch vor allem die Lehrzeit bei seinem Vetter Wilhelm Sohn, dessen Privatschüler er wurde und mit dem er zahlreiche Studienreisen unternahm.

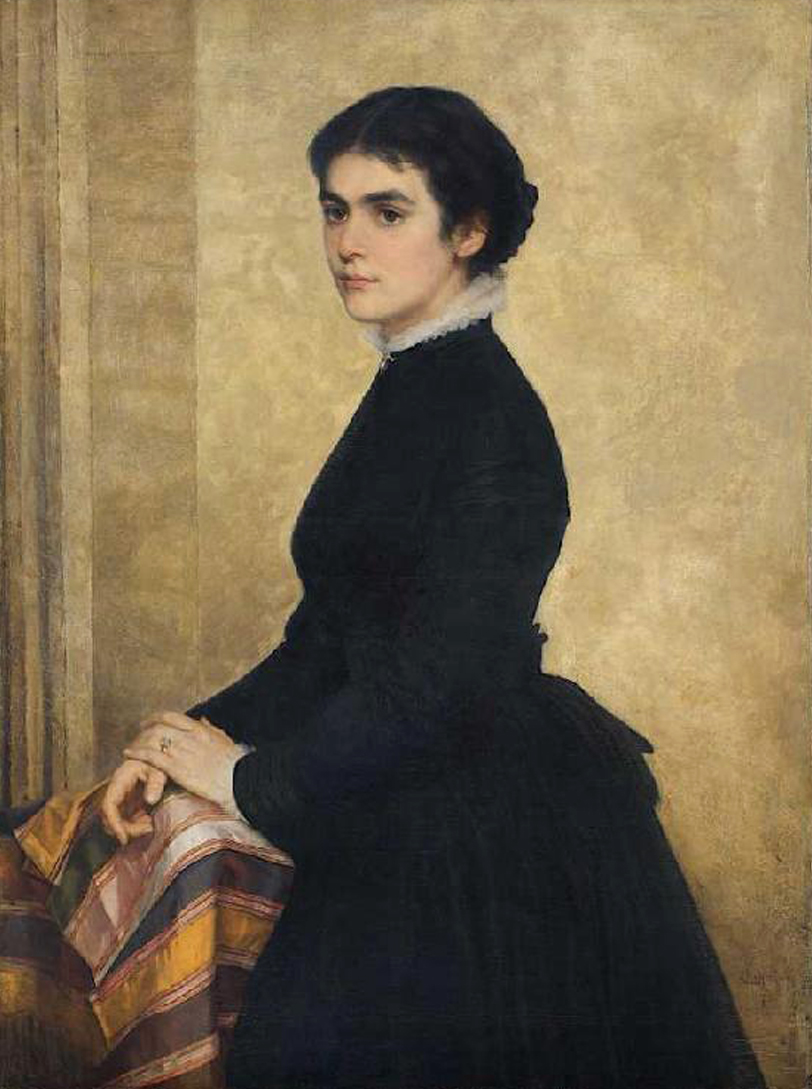
Else Sohn-Rethel (1873)

1873 beauftragte Otto Wesendonck Karl Rudolf Sohn mit der Porträtmalerei seiner Söhne Hans und Karl für seine Gemäldesammlung.
Am 23. August 1873 heiratete Karl Rudolf Sohn Else Rethel in der Loschwitzer Kirche und die Feierlichkeiten fanden im Sommerhaus der Familie August Grahl in Loschwitz auf der Pillnitzer Landstraße statt. Nach der Hochzeitsreise zog Karl Rudolf Sohn mit seiner Frau in die eingerichtete Wohnung auf der 1. Etage des Eckhauses Immermann- und Charlottenstraße, mit Blick auf die Wiesen und Felder, in Düsseldorf, ein. Sein Atelier befand sich am Wehrhahn.
Sohns Galerist war Eduard Schulte und Söhne in der Kunstausstellung auf der Alleestraße 42, sowie auch in Köln und in Berlin. In Paris wurden seine Werke vom französischen Kunsthändler Goupil & Cie gekauft. 1874 wurde er als Dozent an die Kunstakademie Düsseldorf berufen.
Es war die Gattin von Benjamin Vautier, welche darauf aufmerksam machte, dass es auf der Goltsteinstraße 23 ein Haus zu kaufen gab. Vautiers’ wohnten in der Goltsteinstraße 29. Mit Hilfe der Familie Grahl und dem Erlös von Bildnisaufträgen, konnte das Haus erstanden werden. Georg Saal machte die Pläne für bauliche Änderungen, denn es musste ein Atelier hineingebracht werden.
An den großen Höfen Europas bewundert, verbrachte Karl Rudolf Sohn seine Karriere als Porträtmaler weit über die Grenzen seiner Heimat Deutschlands. 1882 bis 1886 wurde Sohn im Namen von Königin Victoria an den britischen Hof berufen. Auf Windsor Castle entstanden die Porträts von Herzog von Albany, John Brown mit Hund Spot (1883), Ihre Königliche Hoheit Prinzessin Beatrice und viele mehr. Queen Victoria saß nur für ihr Konterfei Modell. Hofdamen mussten in ihre Gewänder steigen und die Kopfbedeckung wurde Karl Rudolf Sohn überreicht, um das Porträt fertigzustellen.
Frühjahr 1888 wurde Karl Rudolf Sohn als Juror für die III. Internationalen Kunstausstellung im Glaspalast (München) gerufen, mit ihm von Düsseldorf der Kupferstecher Nikolaus Barthelmess, aus Dresden seine alten Freunde Robert Diez und Paul Kießling (1836–1919) und aus Berlin Fritz Schaper und noch viele andere.
Weitere Auftragsreisen führten ihn nach Paris und Italien. Karl Rudolf Sohn blieb jedoch zeitlebens in Düsseldorf ansässig, wo er von 1871 bis 1908 dem Künstlerverein Malkasten angehörte. Auch war Karl Rudolf Sohn ein frühes Mitglied des Deutschen Künstlerbundes, als Sohn, Carl … Goltsteinstr. 23 ist er bereits 1906 in dessen Mitgliederverzeichnis aufgelistet.
Im Alter von nahezu 63 Jahren starb der Maler Karl Rudolf Sohn am 29. August 1908 in Düsseldorf. Im September 1909 zeigte die Stadt Düsseldorf eine Gedächtnisausstellung in der Städtischen Kunsthalle im Gedenken an Carl Rudolph Sohn. Sein Grab befindet sich auf dem Düsseldorfer Nordfriedhof.

## Familie

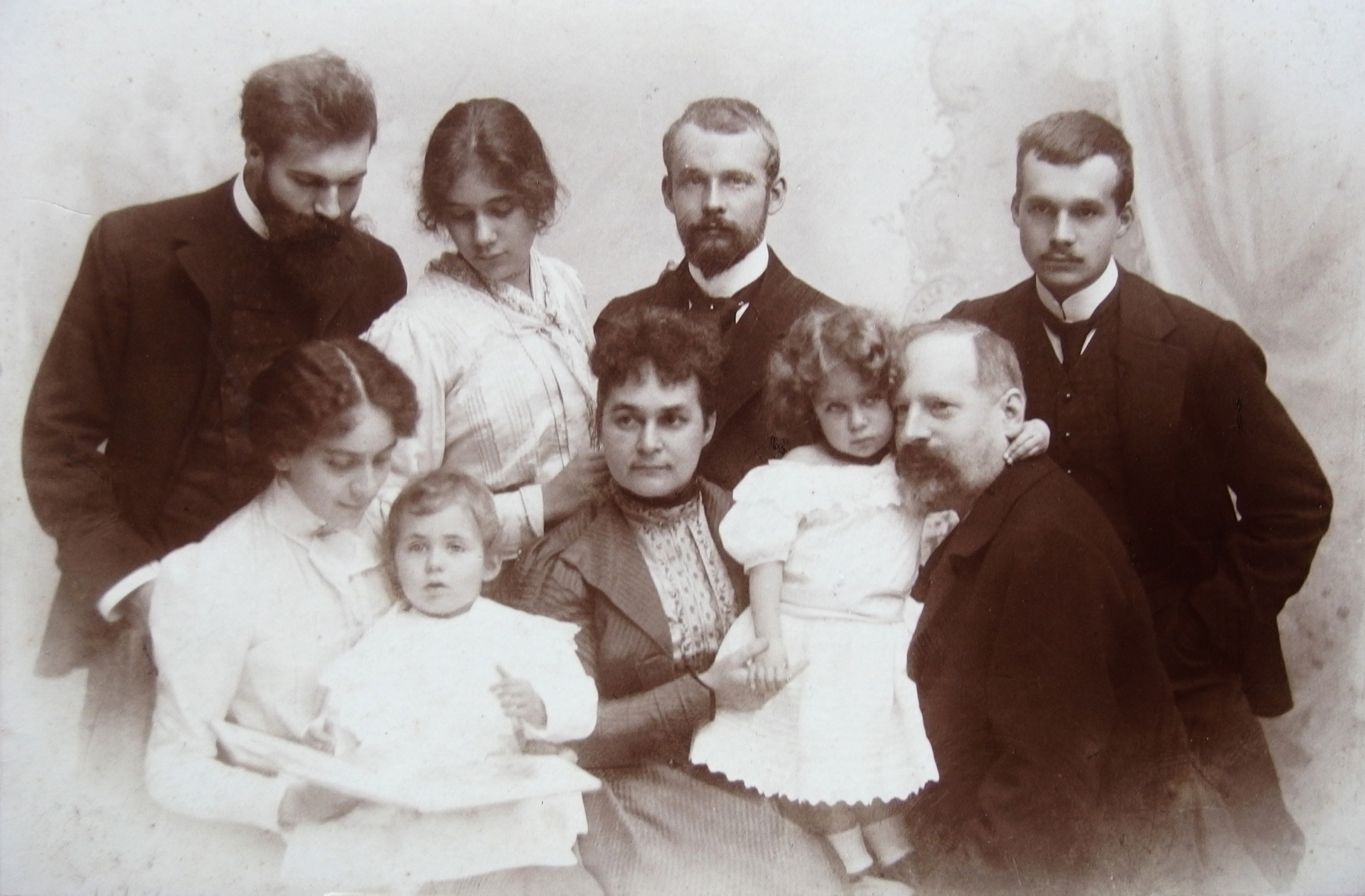
Familie Sohn-Rethel, Foto von Constantin Luck, um 1900

Karl Rudolf Sohn war verheiratet mit Else (Elisabeth Johanna Martha Maria), der Tochter des Historienmalers Alfred Rethel (1816–1859) und Enkelin des Miniaturmalers August Grahl.
Mit ihr hatte er die Söhne Alfred Sohn-Rethel, der Ältere (1875–1958), Otto Wilhelm Sohn-Rethel (1877–1949), Mitglied der Künstlervereinigung Das Junge Rheinland, sowie Karli Sohn-Rethel (1882–1966), die allesamt ebenfalls bekannte Düsseldorfer Maler wurden. Die Tochter Mira Sohn-Rethel (1884–1974) heiratete 1907 den Maler und späteren Professor an der Kunstakademie Düsseldorf Werner Heuser.
Karl Rudolf Sohn war der Jüngste von fünf Geschwistern. Die Ältesten waren die Zwillinge Clara Emilie (* 1834), welche 1859 den Komponisten und Dirigenten Albert Dietrich heiratete, und der Genremaler Paul Eduard Richard Sohn (1834–1912). Es folgte Sophie Emilie (1837–1885), welche 1861 seinen Vetter und Lehrer, den Maler Wilhelm Sohn heiratete und zuletzt vor ihm die Marie (1841–1891), welche mit dem Maler Karl Hoff verheiratet war.

## Werke (Auswahl)

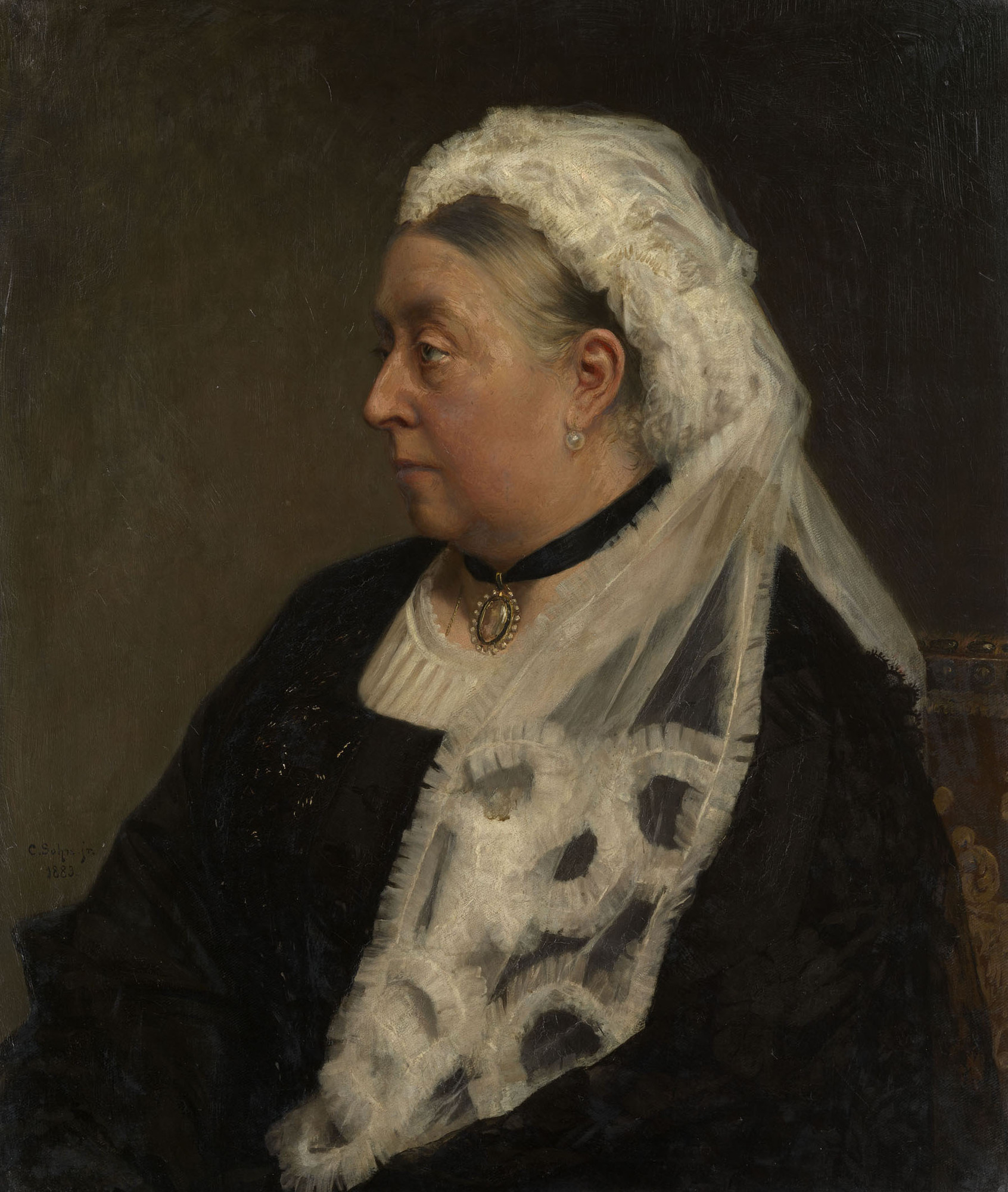
Königin Victoria (1883)
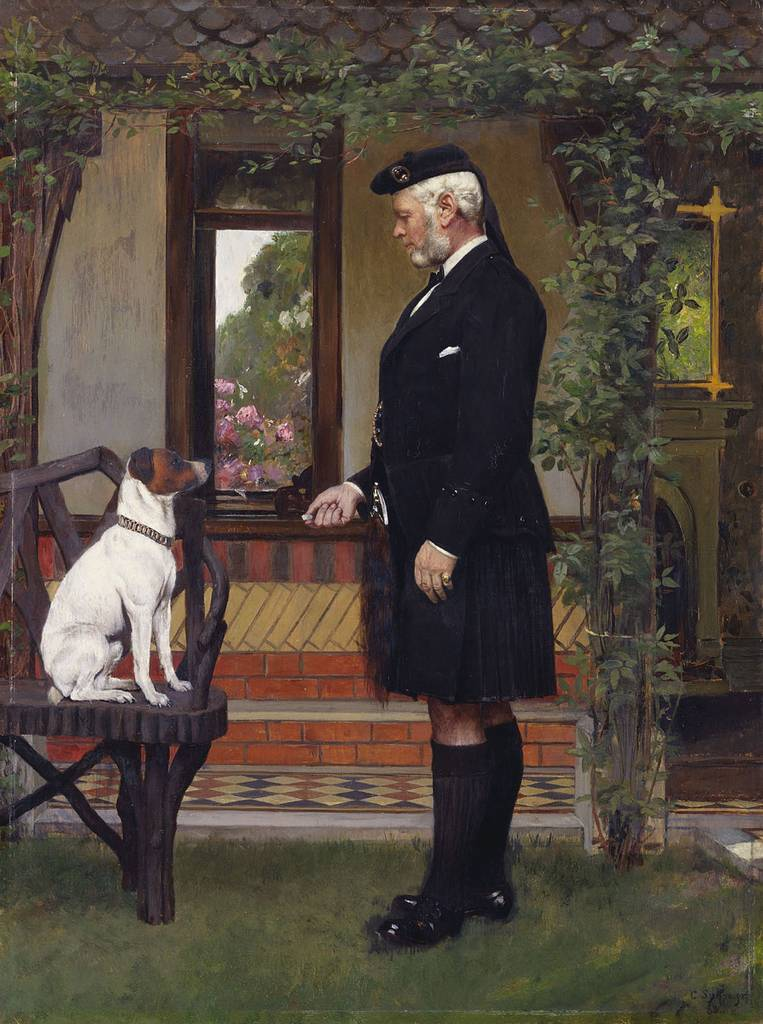
John Brown (1883)
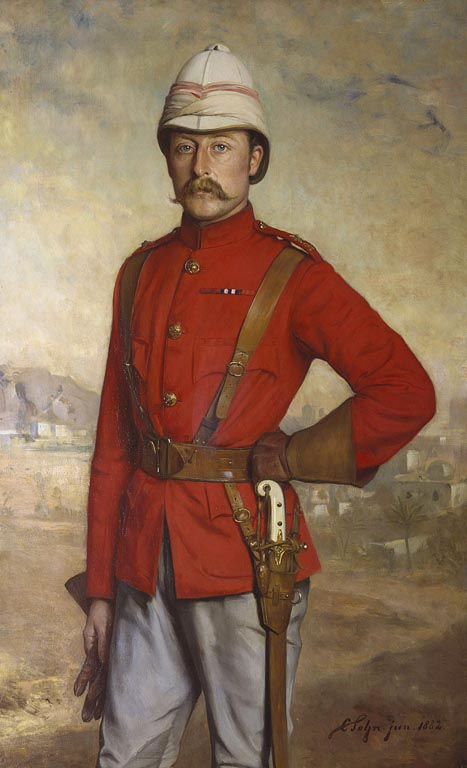
Duke of Connaught (1882)
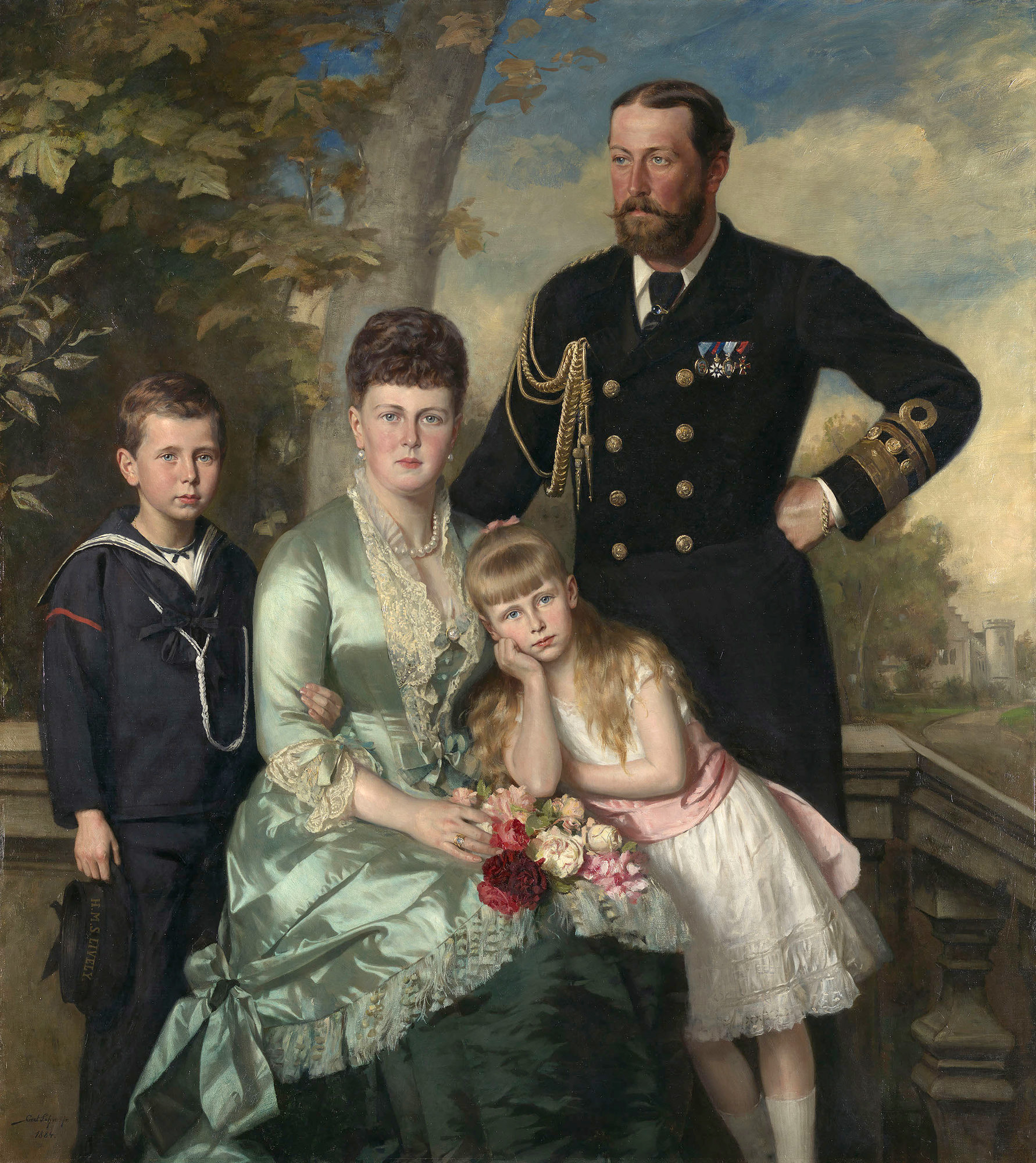
Duke of Edinburgh mit seiner Familie (1884)
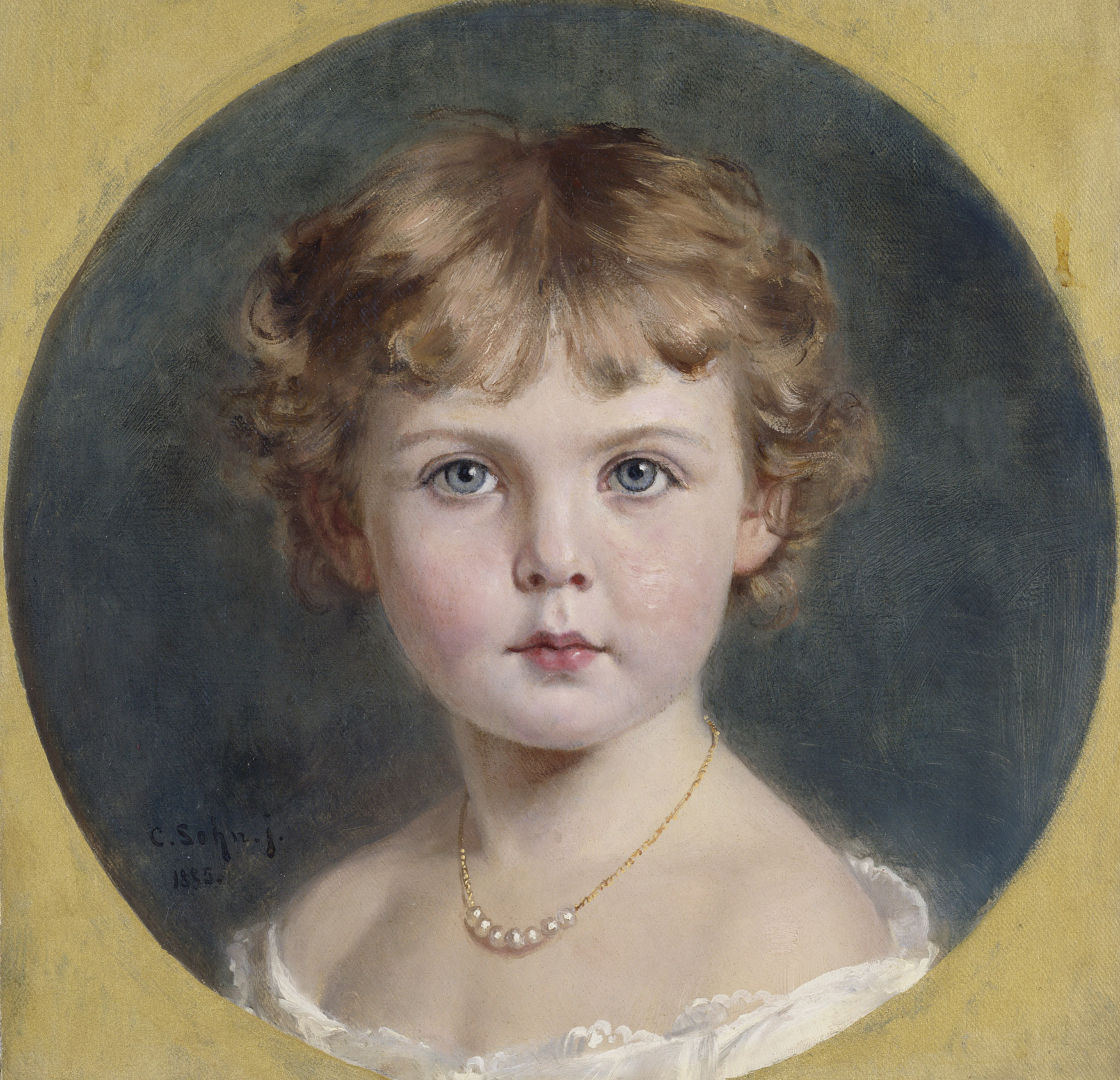
Margaret of Connaught (1885)
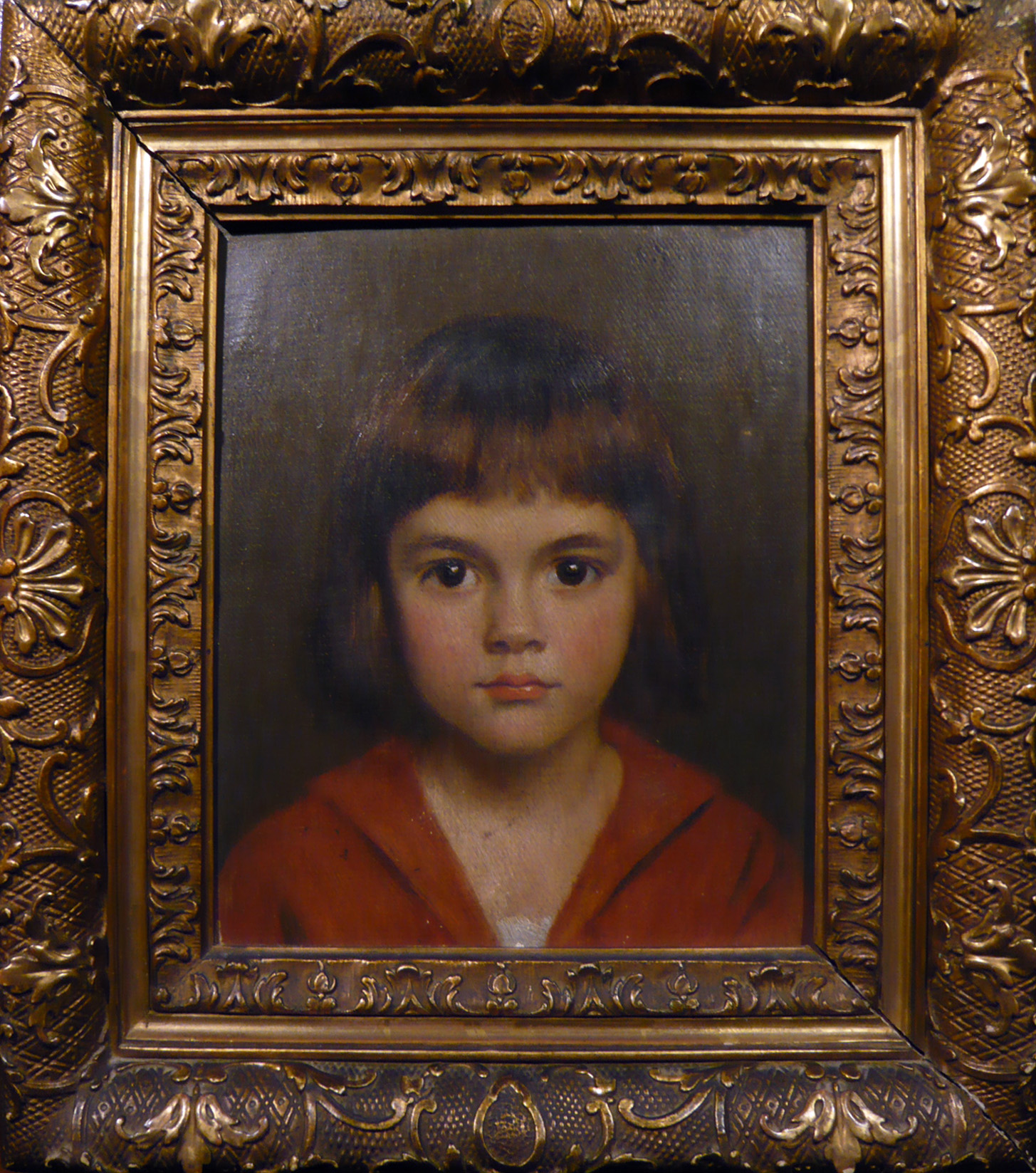
Porträt der Tochter Mira (1887)
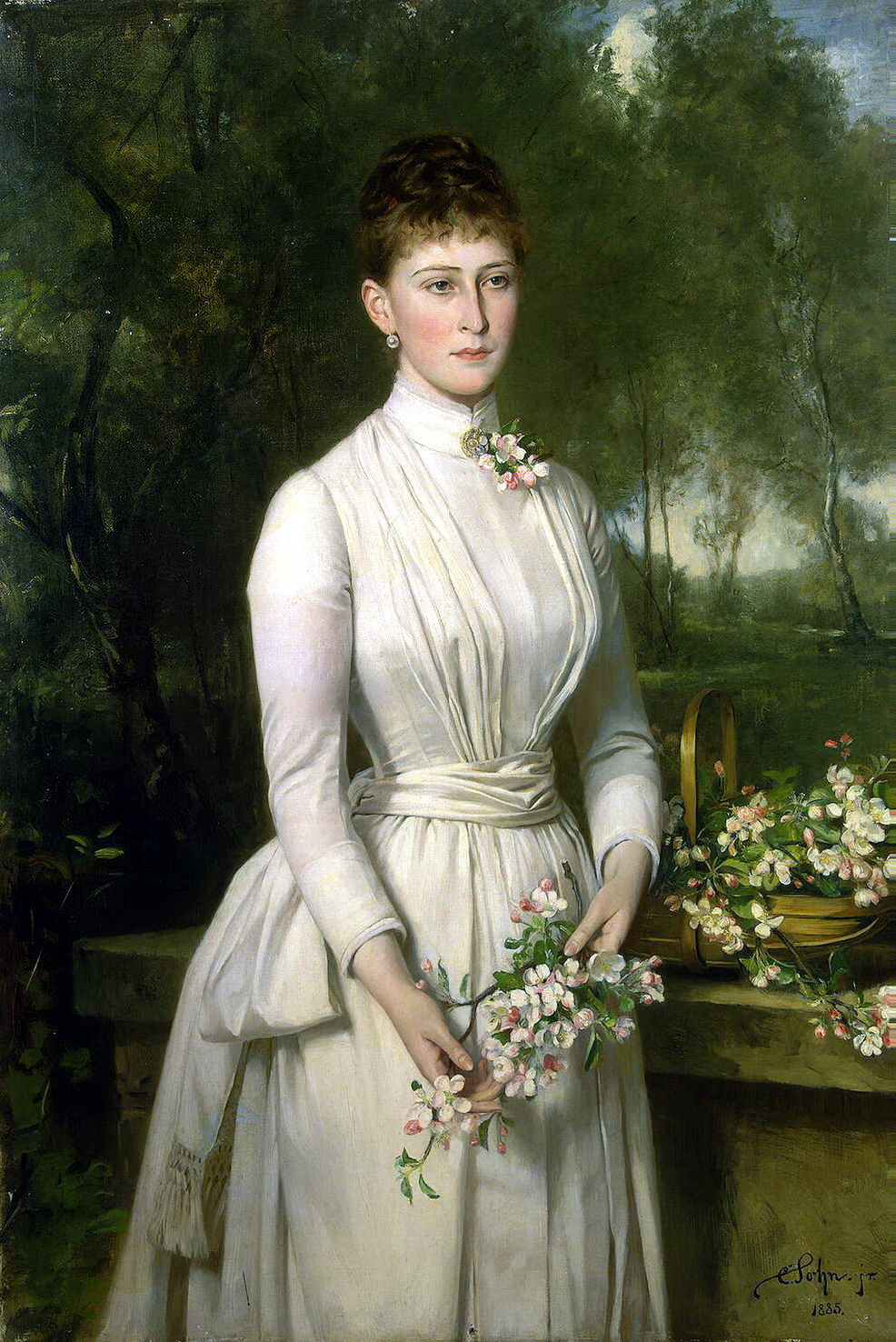
Großfürstin Jelisaweta Fjodorowna Romanowa (1885)
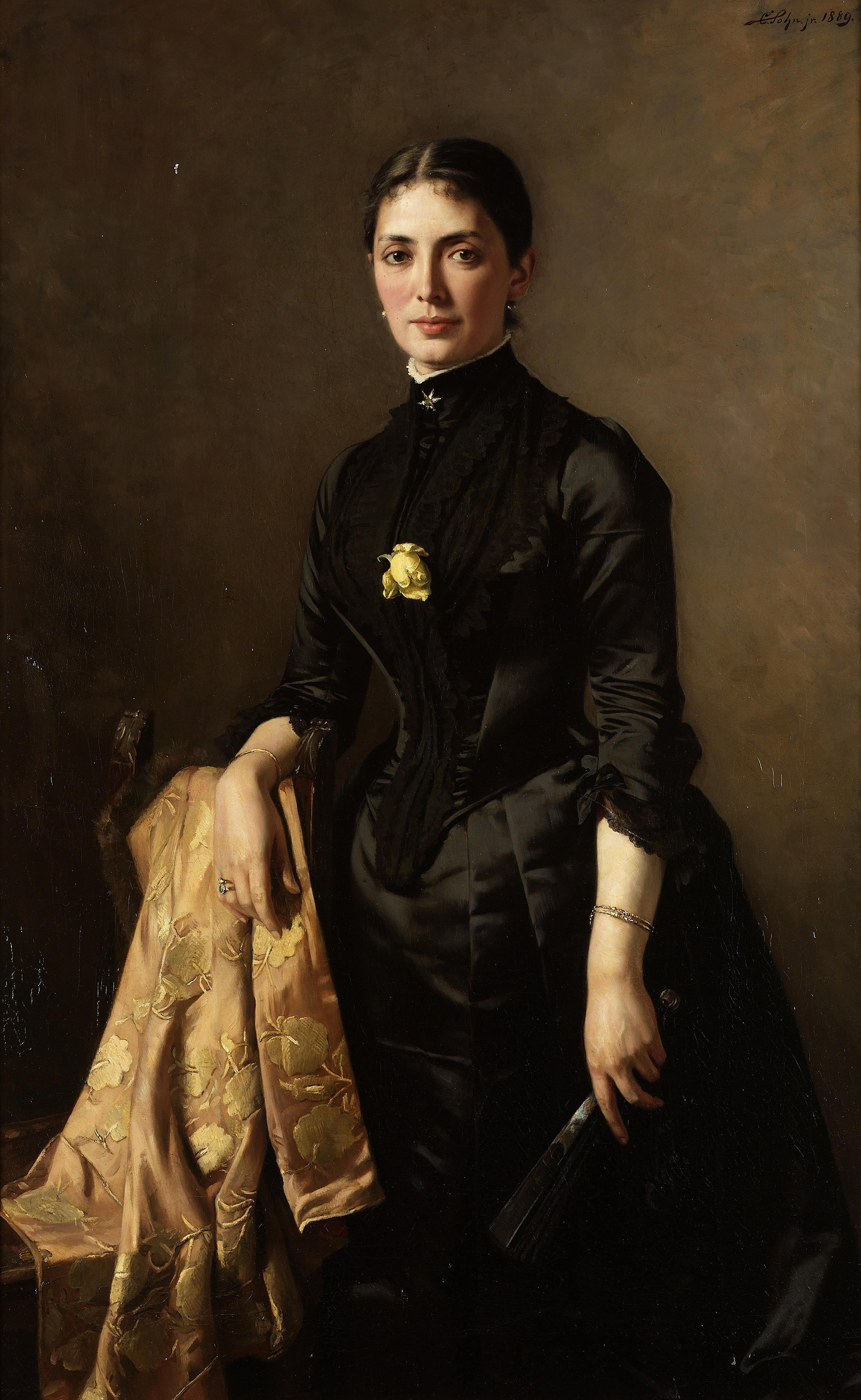
Damenportrait mit Fächer (1889)
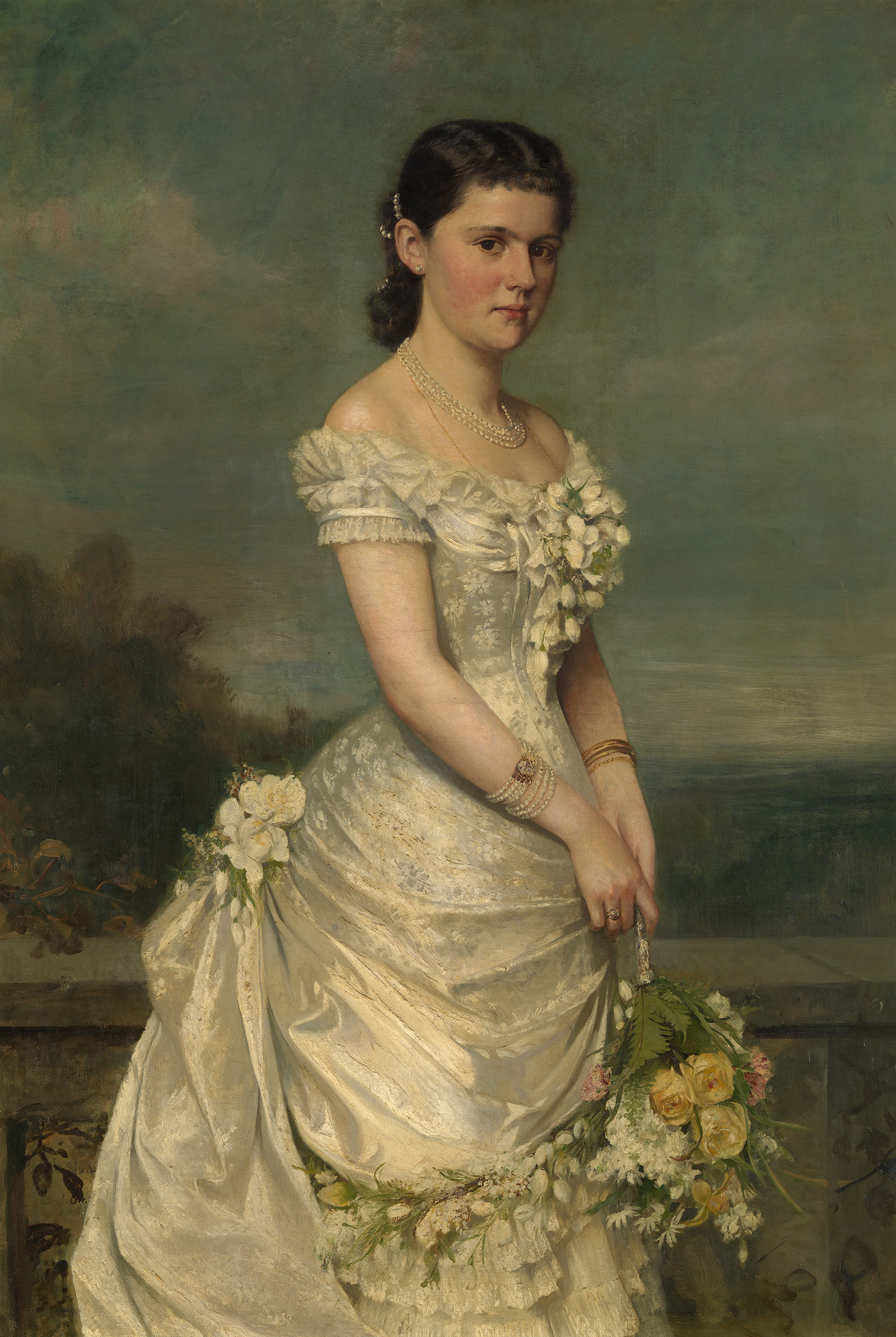
Helene zu Waldeck und Pyrmont, Duchess of Albany (1889)
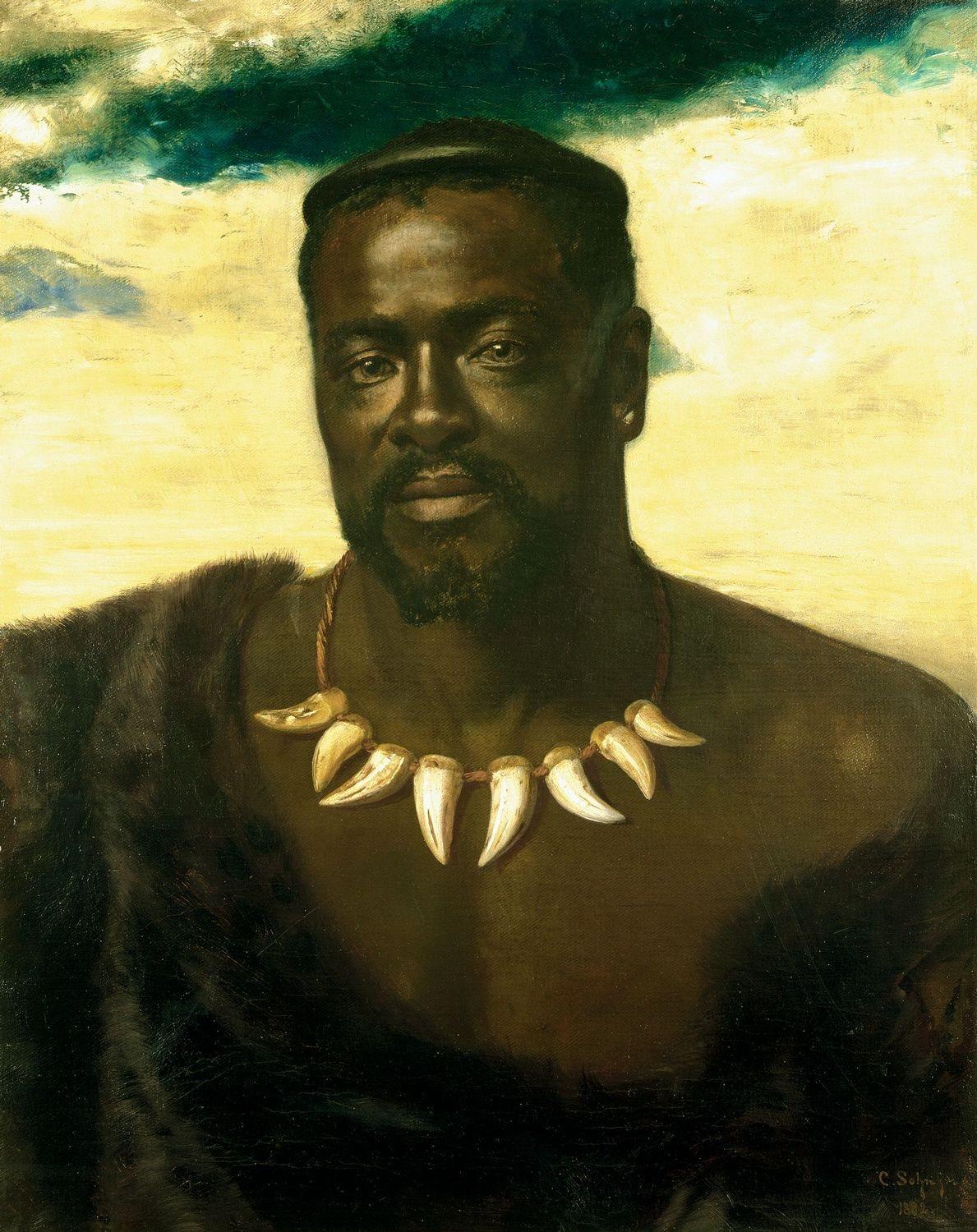
Cetshwayo kaMpandes Porträt entstand bei der Audienz bei Königin Victoria (1882)

- Anna de Weerth, 1854, Von der Heydt-Museum, Wuppertal
- Werner de Weerth, 1856, Von der Heydt-Museum, Wuppertal
- August Wesendonck, 1870, Stadtmuseum Bonn
- Die Meldung, 1872
- Hans Wesendonck, 1873, Stadtmuseum Bonn
- Karl Wesendonck, 1873, Stadtmuseum Bonn
- Else Sohn-Rethel, 1873, Museum Kunstpalast, Düsseldorf
- Bildnis des Malers Karl Emil Mücke, 1875
- Prinz Albert Victor of Wales und Prinz George of Wales, 1882
- John Brown at Windsor Castle, 1883
- John Brown at Frogmore (Windsor), 1883
- Queen Victoria von England, 1884
- Margaret of Connaught, 1885
- Leopold, 1. Duke of Albany, 1884
- Alfred Duke of Edinburgh und seine Familie
- Grand Duchess Elizaveta Fyodorovna, Eremitage (Sankt Petersburg)
- A girl by the mirror, 1886
- In Erwartung, 1889
- Damenportrait mit Fächer, 1889
- Countess Marianne Dohna, 1899, Schloss Mosigkau, Mos Inv Nr. 561, ab 2008 Sotheby’s Amsterdam
- Fürstliches Kind mit einer Früchteschale und einem Paradiesvogel
- Alter Hochzeitsbrauch, um 1890, Kunstmuseen Krefeld
- Selbstbildnis, 1894
- Vorbereitung zum Fest
- Vor dem Ball
- Die Freundin des Frühlings